# Gudmund Hoel
Gudmund Hoel (1877 à Kragerø–1956) était un architecte norvégien. Il est considéré comme l'un des plus influents architectes ferroviaires de Norvège, après Paul Due. 
Ses premiers travaux sont influencés par l'historicisme, mais, à partir des années 1920 il commence à suivre la voie du néoclassicisme.